# NSU 14/40 PS
La 14/40 PS è un'autovettura di fascia alta prodotta tra il 1921 ed il 1925 dalla Casa automobilistica tedesca NSU.

## Storia e profilo
La 14/40 PS fu presentata in occasione di quello che fu il primo Salone di Berlino dopo la prima guerra mondiale: destinata a sostituire la 13/40 PS, ne ereditò di fatto la base meccanica e la struttura di base, costituita dal telaio a longheroni e traverse in acciaio con sospensioni ad assale rigido e molle a balestra. Anche il motore fu una rivisitazione dell'unità montata nel precedente modello: rispetto quest'ultima, vennero apportati alcuni significativi aggiornamenti, a partire dall'aumento della misura dell'alesaggio, passato da 91 a 94 mm. Come risultato di questa operazione si ebbe una cilindrata pari a 3608 cm³. Ma a dispetto di quanto può apparire osservando la denominazione, la potenza massima non era di 40 CV, ma sensibilmente di più: infatti, grazie all'aumento del rapporto di compressione, ad opportune migliorie al sistema di raffreddamento ad acqua e all'adozione di un carburatore Zenith più performante, tale motore fu in grado di erogare fino a 54 CV a 2000 giri/min, garantendo così alla vettura un allungo massimo di oltre 100 km/h. Invariato il comparto trasmissione, con trazione sulle ruote posteriori e cambio manuale a 4 marce. Grazie ad un serbatoio della capacità di 80 litri, l'autonomia di oltre 500 km si rivelò relativamente alta per l'epoca e per il tipo di vettura.
La 14/40 PS fu proposta nelle varianti di carrozzeria limousine, landaulet o double phaeton, oppure poteva essere ordinato il solo telaio nudo da carrozzare a discrezione del cliente. A partire dal 1923 l'impianto frenante, fino a quel momento presente solo sul retrotreno, venne esteso anche alle ruote anteriori. La produzione della vettura proseguì ancora per altri due anni, dopodiché nel 1925 si ebbe il definitivo pensionamento del modello. Per circa sei anni non vi sarebbero stati dei modelli che ne avrebbero raccolto l'eredità, fino al 1931, anno in cui venne lanciata la 10/52 PS, che però non era altro che una Fiat 522 prodotta su licenza. A quel punto, infatti, la NSU era passata totalmente sotto il controllo del colosso torinese.